# Juana Azurduy de Padilla
Juana Azurduy de Padilla is een provincie in het departement Chuquisaca in Bolivia. De provincie is vernoemd naar Juana Azurduy de Padilla (1781-1862). Samen met haar man Manuel Asencio Padilla (1773-1816) vocht zij in de Boliviaanse onafhankelijkheidsoorlog tegen de Spanjaarden. De provincie heeft een oppervlakte van 4185 km² en heeft 23.872 inwoners (2012). De hoofdstad is Azurduy.
Juana Azurduy de Padilla is verdeeld in twee gemeenten:
- Azurduy - 10 594 inwoners
- Tarvita - 14 261 inwoners

Belisario Boeto · 
Hernando Siles · 
Jaime Zudáñez · 
Juana Azurduy de Padilla · 
Luis Calvo · 
Nor Cinti · 
Oropeza · 
Sud Cinti · 
Tomina · 
Yamparáez